# 迪翁群島
67°52′S 68°43′W / 67.867°S 68.717°W
迪翁群島（法語：Îles Dion），是南極洲的群島，位於瑪格麗特灣北部，處於阿德萊德島西南面10公里，由讓-巴蒂斯特·夏古率領的法國探險隊發現和命名，現時由南極條約體系管理。